# المومياء (فلم 1969)
المومياء فيلم مصري من إنتاج 1969 من إخراج شادي عبد السلام، يتناول قضية سرقة الآثار المصرية. نال الكثير من الجوائز الدولية واحتفلت به مهرجانات عالمية. ويعد من أفضل 100 فيلم مصري، وجاء ترتيبه الثالث. واختير كأفضل فيلم عربي في استفتاء عام 2013. عرض الفيلم جماهيريا لأول مرة عام 1975.

## قصة الفيلم
الفيلم مأخوذ عن قصة حقيقية حدثت في أواخر القرن التاسع عشر (1871). يتحدث الفيلم عن قبيلة يسميها «الحربات»، في صعيد مصر تعيش على سرقة وبيع الآثار الفرعونية. وعندما يموت شيخ القبيلة يرفض أولاده أمر سرقة الآثار فيقتل الأول على يد عمه بينما ينجح الثاني في إبلاغ بعثة الآثار عن مكان المقبرة التي تبيع قبيلته محتوياتها. أما القصة الأصلية فأبطالها أفراد من عائلة عبد الرسول ينجحون في اكتشاف ما بات يعرف بخبيئة مومياوات الدير البحري (الدير البحري 320) والتي ضمت مومياوات أعظم {الآثار الفرعونية في مصر من مثل أحمس الأول وسيتي الأول ورمسيس الثاني.

## الممثلون

### قبيلة الحربات
- أحمد مرعي: (ونيس)
- عبد المنعم أبو الفتوح: (العم)
- عبد العظيم عبد الحق: (القريب)
- أحمد حجازي: (الأخ)
- زوزو حمدي الحكيم: (الأم)
- أحمد خليل (ابن العم الأول)
- حلمي هلالي: (ابن العم الثاني)
- محمد عبد الرحمن: (ابن العم الثالث)

### رجال الآثار «الأفندية»
- أحمد عنان: (البدوي بك)
- محمد خيري: (أحمد كمال)
- جابي كراز: (ماسبيرو)

### تجار الآثار
- شفيق نور الدين: (أيوب)
- محمد نبيه: (مراد)
- محمد مرشد (الغريب - من الوادي)

### بالإضافة إلى
- نادية لطفي (زينة - ضيفة شرف)

## فريق العمل
- إخراج: شادي عبد السلام
- قصة وسيناريو: شادي عبد السلام
- حوار: شادي عبد السلام، علاء الديب
- إنتاج: المؤسسة المصرية العامة للسينما
- توزيع: المؤسسة المصرية العامة للسينما
- مونتاج: كمال أبو العلا
- موسيقى تصويرية: ماريو ناشيمبيني
- مدير التصوير: عبد العزيز فهمي

## سنة الإصدار
ينسب الفيلم أحيانا لعام 1975 حيث عرض تجاريا لأول مرة.

## وصلات خارجية
- مقالات تستعمل روابط فنية بلا صلة مع ويكي بيانات

- المومياء في موقع أرشيف الإنترنت
- صفحة الفيلم على موقع السينما